# Hippias mineur
Pour les articles homonymes, voir Hippias.
L’Hippias mineur (ou Sur le mensonge) est un dialogue de Platon. Il appartient à la série dite des « Premiers Dialogues », composés à l’époque où l’auteur était encore jeune. La date de la rédaction exacte reste cependant incertaine. Ce dialogue traite de la tromperie.  

## Authenticité
Malgré les réserves de certains universitaires sur la qualité du dialogue, son authenticité ne prête à aucun doute : elle est attestée par Aristote, Cicéron et par Alexandre d'Aphrodise.

## Place de l'œuvre
Il n'existe pas de datation, ni de l'écriture du dialogue, ni de la date de ce dernier. L’Hippias mineur est considéré comme une œuvre de (relative) jeunesse de Platon pour des raisons essentiellement stylistique. Le dialogue Hippias majeur se déroulerait également après l’Hippias mineur sur des arguments de même nature.

## Cadre du dialogue

### Personnages
- Socrate

- Hippias d'Élis : Hippias est un célèbre sophiste, originaire de la cité d’Élis (il n'est pas présenté en tant que tel dans ce dialogue platonicien). Connu de tous les Grecs et réputé maîtriser de nombreuses sciences, qu’il s’agisse des mathématiques, de l’astronomie ou de la rhétorique, il aurait déclaré à Olympie n’avoir rien sur lui qu’il n’eût fabriqué lui-même. Il est présenté ici par Platon sous les traits pour le moins caricaturaux d’un homme vaniteux, borné et à l’intelligence limitée, tout comme dans l’Hippias majeur.

- Eudicos : Eudicos est l’hôte d’Hippias à Athènes. Il admire son ami, et son rôle dans le dialogue, marginal, consiste à relancer parfois la conversation en encourageant le sophiste à répondre aux questions de Socrate. Il est difficile d’établir si ce personnage a réellement existé. Il apparaît en réalité plus probable qu’il ait été imaginé par l’auteur : son nom signifie « Bonne justice » (eu-dicos) en grec, et il sert donc peut-être simplement à établir un contraste symbolique avec Hippias.

## Le dialogue: une conversation autour du mensonge
Dans l’Hippias mineur, Socrate soutient la thèse selon laquelle l’homme qui ment ou fait le mal volontairement est meilleur que celui qui le fait involontairement.

### Scène introductive
Le grand sophiste Hippias d'Élis est de passage à Athènes chez son hôte Eudicos. Il vient de faire un grand honneur à ce dernier en prononçant chez lui, et devant de nombreux spectateurs, dont Socrate, une « ample dissertation » portant sur l’œuvre d’Homère.
Chacun y étant allé de son compliment une fois l’exposé terminé, Eudicos s’interroge sur l’attitude de Socrate, lequel reste mystérieusement silencieux. Est-ce simple excès de timidité, ou faut-il l’interpréter comme un désaccord avec les paroles d’Hippias ?
Mais Socrate tient à rassurer Eudicos : il a écouté avec grand intérêt les commentaires du savant homme sur l’Iliade et l’Odyssée, et s’il n’a jusqu’à présent pas osé poser les nombreuses questions lui étant venues à l’esprit, c’était par peur de paraître importun devant tout ce monde. Mais maintenant que les voilà tranquilles tous les trois, Hippias ne refusera certainement pas d’engager la conversation.

### Un homme véridique est-il meilleur et différent d’un menteur?
Le point qui intéresse Socrate est le suivant : Hippias a émis l’audacieuse opinion selon laquelle l’Iliade, d’un point de vue qualitatif et moral, est bien supérieure à l’Odyssée. Pourquoi une telle déclaration ?

#### Qui, du sincère Achille et du rusé Ulysse, est le meilleur des Grecs?
Hippias, bien loin de renier ses propos, soutient sa thèse avec vigueur : s’il a dit cela, affirme-t-il, c’est parce que le héros principal de l’Iliade, Achille, est meilleur que son homologue de l’Odyssée, Ulysse. En effet, tandis que le premier brille tout au long de l’épopée par sa sincérité et sa franchise, l’autre étaye ses aventures de toutes sortes de ruses et de mensonges. La volonté d’Homère, à l’évidence, était de représenter « Achille comme le meilleur de ceux qui allèrent à Troie, Ulysse comme le plus rusé et Nestor comme le plus sage ».
Cette classification ne semble pas satisfaire Socrate : la distinction opérée par Hippias sous-entend d’une part qu’un homme véridique est meilleur qu’un menteur, et d’autre part qu’ils sont différents l’un de l’autre.

#### Un savant est plus à même de mentir qu’un ignorant
Or, quels sont les traits de caractère nécessaires à la ruse ou au mensonge ? Un être rusé, loin d’être un incapable, est au contraire fort capable s’il réussit à tromper son monde. On ne peut, de même, être rusé par sottise, et l’homme rusé est donc très intelligent. Enfin, les menteurs doivent être savants et habiles aux choses sur lesquelles ils sont menteurs. 
Toutes ces qualités se retrouvent tant chez l’homme véridique que chez le menteur. Par ailleurs, Hippias étant réputé maître dans l’art de l’arithmétique, de la géométrie ou de l’astronomie, il est bien placé pour savoir que celui qui est le plus capable de dire la vérité dans une science est aussi celui qui peut le mieux mentir à ce sujet. En effet, un homme mentant sur un sujet où il est ignorant risquerait de dire la vérité sans le vouloir, ce qui n’arrivera jamais avec un homme qui maîtrise le sujet.
Socrate en tire la conclusion que, partageant les mêmes qualités, l’homme véridique et le menteur sont une seule et même personne. D’où il s’ensuit qu’Achille et Ulysse partagent tous deux la même sincérité et la même ruse, et qu’aucun n’est supérieur à l’autre.

#### Achille fait parfois preuve, lui aussi, de ruse
Pour couper court aux protestations exaspérées d’Hippias, Socrate cite à ce dernier un passage de l’Iliade censé représenter Achille en flagrant délit de mensonge. N’est-il pas vrai en effet qu’après sa querelle avec Agamemnon, le grand guerrier a annoncé le départ imminent de lui et de ses hommes en signe de protestation ? (Iliade, IX, 357-363)
Or il est bien connu qu’il n’en fit jamais rien : il se contenta de ne plus quitter son campement sur les plages de Troie, attendant sans doute des excuses, mais ne songea jamais réellement à abandonner les autres Grecs pour regagner la Phthie. D’ailleurs il reprendra part au combat avec une énergie décuplée dès qu’il apprendra la mort de son bien-aimé Patrocle.
Mais Hippias ne peut accepter cette vision des choses : dans ce cas précis, Achille a menti par simplicité, c’est-à-dire qu’il croyait à ses propres paroles à ce moment-là, mais qu’il a ensuite changé d’avis. Ulysse, au contraire, est toujours parfaitement conscient de mentir.
Socrate répond : c’est bien la raison pour laquelle Ulysse est supérieur à Achille, affirme le philosophe.

### L’homme qui fait le mal volontairement est meilleur que celui qui le fait involontairement
Hippias est indigné de la tournure prise par la conversation : comment Socrate peut-il affirmer la supériorité morale du menteur volontaire sur le menteur involontaire ? La loi ne fait-elle pas un constat inverse en punissant bien plus sévèrement le premier que le second ?

#### Celui qui accomplit volontairement mal une tâche est meilleur que celui qui le fait involontairement
Socrate contourne la question en suggérant une autre voie de réflexion : on peut dire, sans crainte de se tromper, qu’un coureur courant lentement avec intention est meilleur qu’un coureur le faisant malgré lui. En effet le premier, s’il le désirait, pourrait sans doute courir plus vite. Le second, en revanche, donne déjà tout ce qu’il peut et ne peut guère accélérer davantage.
À la lutte, de même, il est bien sûr préférable de tomber volontairement plutôt qu’involontairement. Mais les exercices du corps ne sont pas les seuls concernés : une voix qui adopte volontairement un ton désagréable est meilleure que celle qui en souffre par nature. Il n’est pas jusqu’à la médecine où il est le meilleur de faire volontairement du mal au corps du patient au lieu du contraire.
Hippias convient de tout cela mais ne peut se résoudre à accorder à Socrate que le menteur volontaire est supérieur au menteur involontaire.

#### L’âme la plus juste n’est-elle pas la plus capable de faire le mal volontairement?
Socrate va lancer un ultime argument pour convaincre Hippias. Si l’on devait donner une définition sommaire de la justice, on pourrait dire qu’elle est une force, une science, ou même les deux à la fois.
Il s’ensuit que l’homme le plus juste est celui qui combine la plus grande force et la plus grande science. Cet homme si fort et si savant, étant le plus juste des hommes, est donc aussi celui qui est le plus capable de commettre une injustice volontairement, car ayant une connaissance parfaite de ce qu’est la justice, il saura pertinemment ce qu’il fait s’il réalise une injustice.
Mais le dialogue s’arrêtera là : Hippias, de plus en plus incrédule au fur et à mesure de la conversation, ne peut accorder une telle chose à Socrate, lequel ne s'avoue pas très convaincu lui-même par ses propres arguments. Les deux hommes prennent congé, non sans que le philosophe taquine le sophiste sur l’incertitude dont ils sont tous deux atteints.

## Jugements critiques sur le dialogue
Du point de vue de la profondeur philosophique, le dialogue est sans doute l’un des plus médiocres de Platon, avec le Second Alcibiade. Il souffre en effet de l’immoralité dégagée par les deux idées centrales du texte, selon lesquelles[réf. nécessaire] :
1. Celui qui est capable de mentir sur un sujet quelconque doit le comprendre, et, par conséquent, est capable de dire la vérité.
2. Celui qui ment sciemment est supérieur moralement à celui qui ment sans le savoir et sans le vouloir.

La faiblesse de la thèse développée par Socrate tient à une confusion entre les deux notions de pouvoir faire le mal et vouloir faire le mal, qui sont ici traitées à tort comme deux équivalents. Or dans la logique platonicienne habituelle, plus un homme gagne en science et en justice, bref en sagesse, moins il est susceptible d’être injuste, quand bien même sa justice et sa science lui en donneraient la capacité.
L’immoralité du dialogue, ainsi donc que la contradiction qu’il représente avec d’autres œuvres de Platon, ont parfois fait douter de son authenticité, notamment chez Victor Cousin ou Eduard Zeller[réf. nécessaire]. 
L’Hippias mineur est en réalité une reprise par un Platon très jeune de certaines idées de Socrate, notamment qu’il n’est possible de faire le mal que par ignorance, parce qu’en faisant le mal un homme nuit à son véritable bien et qu’un homme sage ne peut faire volontairement une chose lui étant nuisible.
Une autre façon d'interpréter ce dialogue serait de considérer la possibilité que Platon ait voulu montrer Socrate en train de "tromper volontairement son interlocuteur". Socrate pourrait faire exprès de commettre une bourde en comparant entre elles des activités qui sont difficilement comparables, comme la justice, la course à pied et la médecine. Cela est un paralogisme, c'est une "fausse analogie". C'est un piège que tend Socrate au sophiste Hippias dans le but de tester son savoir. Il faut admettre qu'Hippias ne tombe pas dans le panneau complètement et qu'il refuse cette analogie (tout comme Socrate d'ailleurs)[réf. nécessaire].
Par contre, Hippias n'arrive pas à expliquer pourquoi nous devons la refuser : qu'est-ce qui fait que dans pratiquement tous les domaines, celui qui s'y connait peut autant bien agir que mal agir, sauf dans le domaine de la justice? Hippias n'arrive pas à répondre à cette question et cela indique bien sûr une ignorance du caractère suprême de la justice : qu'il n'est jamais une bonne chose de commettre une injustice et que, par conséquent, celui qui connaît la justice n'a pas la possibilité de l'enfreindre sans se contredire lui-même.
À l'opposé, le coureur de fond peut marcher lentement sans se contredire lui-même, étant donné que sa technique n'est pas applicable en tout temps, mais seulement quand il est en compétition ou quand il s'entraîne. De même, le médecin n'est pas obligé de traiter tous les malades qui se présentent devant lui, il peut décider d'appliquer son savoir seulement quand il reçoit un salaire en échange.

### Éditions
- Platon (trad. du grec ancien par Maurice Croiset), Œuvres complètes : Introduction – Hippias mineur – Alcibiade – Apologie de Socrate – Euthyphron – Criton, t. I, Paris, Les Belles Lettres, coll. « Collection des Universités de France », 2012 (1re éd. 1920), 234 p. (ISBN 978-2-251-00211-8)
- Platon (trad. Jean-François Pradeau, Francesco Fronterotta), « Hippias mineur », dans Œuvres complètes, Éditions Flammarion, 2008 (1re éd. 2006), 2204 p. (ISBN 978-2081218109)

- Platon, Premiers dialogues, GF-Flammarion no 129, 1993,  (ISBN 2080701290)
- Platon, Œuvres complètes, Tome 1, Gallimard, Bibliothèque de la Pléiade, 1940,  (ISBN 2070104508)

### Études
- Joseph Moreau, « Le platonisme de l’Hippias Majeur », Revue des Études Grecques, t. 54, nos 254-255,‎ janvier-juin 1941, p. 19-42 (lire en ligne).
- Bruno Vancamp, « Note sur le texte de l’Hippias mineur de Platon dans les manuscrits de Vienne », L'antiquité classique, t. 63,‎ 1994, p. 35-44 (lire en ligne)
- Bruno Vancamp, « Réflexions éditoriales à propos des manuscrits des Hippias de Platon », Revue belge de philologie et d'histoire, vol. Antiquité - Oudheid, t. 79, no 1,‎ 2001, p. 31-37 (lire en ligne)
- Alain, Platon, Champs-Flammarion, 2005,  (ISBN 2080801341)
- François Châtelet, Platon, Folio, Gallimard, 1989,  (ISBN 2070325067)
- Jean-François Pradeau, Les mythes de Platon, GF-Flammarion, 2004,  (ISBN 2080711857)
- Jean-François Pradeau, Le vocabulaire de Platon, Ellipses Marketing, 1998,  (ISBN 2729858091)